# High Aim 6
Die High Aim 6, auch High Aim No. 6, war ein Hochseefischereischiff, das Anfang 2003 verlassen vor der Küste Australiens aufgefunden und dadurch als Geisterschiff bezeichnet wurde.

## Schiff und Besatzung
Der Trawler hatte eine Maße von 24 Metern Länge und war aus einem Holzgerippe mit Fiberglasverkleidung konstruiert. Er befand sich in taiwanischem Besitz (Registrierkennung CT4-2021). Allerdings fuhr das Schiff unter indonesischer Flagge. Die Besatzung bestand zum Zeitpunkt des Zwischenfalls aus 12 Seemännern, darunter 10 Indonesier und zwei Taiwanern (Kapitän und Bordingenieur).

## Geisterschiff-Zwischenfall
Nachdem das Schiff am 30/31. Oktober 2002 aus dem taiwanischen Hafen Liuchiu auslief, machte es am 7. November in Bitung (Indonesien) Halt, um 10 Indonesier als Besatzungsmitglieder anzuheuern. Die High Aim 6 steuerte daraufhin die Marshallinseln an, um dort zu fischen. In der Nähe der Marshallinseln kontaktierte der Kapitän die Eigner am 13. Dezember das letzte Mal, bevor das Schiff von den Eigentümern als vermisst gemeldet wurde. Eine daraufhin von den Eigentümern eingeleitete Suche der US-Küstenwache in der Umgebung des letzten Kontaktes, brachte nichts zu Tage, außer die kurze Sichtung eines vermeintlichen Rettungsfloßes.
Die High Aim 6 wurde erst wieder am 3. Januar 2003, in der Nähe der westaustralischen Rowley Shoals, von der Besatzung einer Bombardier DHC-8 des australischen Zolls entdeckt, die auf einer routinemäßigen Luftpatrouille war. Da das Schiff vom Kurs abgekommen zu sein schien und noch tiefer in die australische 200-Meilen-Seezone eindrang, gingen am 9. Januar Angehörige der Marine von Bord der Stuart an Deck der High Aim 6. Sie fanden das inzwischen antriebslos treibende Schiff verlassen vor, wobei Privatsachen der Besatzung, wie beispielsweise Zahnbürsten und Kleidung sichergestellt werden konnten. Der letzte Eintrag eines an Bord befindlichen Kalenders war auf den 3. Januar datiert. Außerdem wurden mehrere Tonnen Makrele und Thunfisch im Laderaum entdeckt, die aufgrund der entladenen Batterien des Kühlsystems zu verrotten begannen. An Bord befindlich waren zudem genügend Nahrungsmittel und Treibstoffreserven. Daraufhin wurde das Schiff von der Stuart in Schlepptau genommen. Vorrichtungen für ein Rettungsboot waren nicht am Schiff vorhanden, weshalb über das Mitführen eines Schlauchbootes spekuliert wurde, das aber genauso wenig auffindbar war. Eine weitere Suchaktion zu Wasser und zu Luft rund um den Fundort der High Aim 6 wurde darauffolgend erfolglos eingestellt. Nach der ersten Inspektion des Schiffes durch die australische Marine wurde das Schiff am 10. Januar in die Roebuck Bay vor Broome geschleppt, wo es anfänglich unter Quarantäne gestellt wurde. Eine Untersuchung der australischen Polizei lieferte keine weiteren Anhaltspunkte.

## Theorien zum Verschwinden der Besatzung

### Illegale Aktivitäten
Anfängliche Vermutungen, dass Schiff hätte für die illegale Fischerei oder den Transfer von illegalen Einwanderern nach Australien benutzt worden sein können, konnten widerlegt werden, da das Schiff weder die von illegalen Fischern üblicherweise genutzte Art von Fangschiff war, noch Platz für zusätzliche Passagiere geboten hätte.

### Piraterie
Zudem wurde ein gewaltsames Aufbringen durch Piraten in den dafür berüchtigten Gewässern nördlich Australiens in Erwägung gezogen. Das übliche Vorgehen der Piraten hätte allerdings die Mannschaft weitestgehend unversehrt gelassen und sich auf Diebstahl beschränkt. Schiff und Ausrüstung waren aber intakt aufgefunden worden. Zudem war das Schiff bei dem erstmaligen Kontakt mit den australischen Behörden und somit außerhalb bekannter Piratenoperationszonen, noch motorbetrieben. Andererseits fehlte das Funksystem.

### Meuterei
Eine mögliche Erklärung bietet eine Meuterei der indonesischen Besatzungsmitglieder gegen ihre taiwanischen Vorgesetzten. Demnach könnten der Kapitän und der Bordingenieur von ihrer Besatzung getötet worden sein, woraufhin sich diese in ihre Heimat absetzte. Dafür spricht, dass nach dem Verschwinden des Schiffes mehrere Anrufe mit den Mobiltelefonen der beiden Taiwaner von den Philippinen und von Bali aus getätigt worden sein sollen. Darüber hinaus soll in der Folgezeit die indonesische Polizei in Bitung einen Verdächtigen verhört haben, der angab eines der zehn indonesischen Besatzungsmitglieder gewesen zu sein. Weiter soll dieser berichtete haben, dass die beiden Taiwaner von der Besatzung ermordet worden seien und dass die anderen Crewmitglieder sich vermutlich in ihre Heimat, Zentraljava, abgesetzt hätten. Auf Betreiben des taiwanischen Außenministeriums wurden daher Polizeistellen in weiteren indonesischen Provinzen über die Flüchtigen informiert. Anzeichen für Gewalteinwirkung fehlten jedoch an Bord des Schiffs.

## Verbleib des Schiffes
Nach Abschluss der Ermittlungen verblieb das Schiff im Hafen von Broome. Pläne das Schiff als künstliches Riff und Touristenattraktion zu versenken, scheiterten an der Befürchtung, dass die Fiberglasverkleidung an die Meeresoberfläche treten könnte. Dennoch stieß das Schiff auch auf Behördenseite auf besonderes Interesse:

“It is an amazing story; one that could have been the subject of a novel in other circumstances were it not true. I know that it has been the subject of great interest in the Kimberley. I certainly understand Hon John Fischer’s question. If there were some way of retaining the ship, because I think it will become part of local mythology, I am sure we would have tried to do so.”

„Es ist eine erstaunliche Geschichte; eine, die, wäre sie nicht wahr gewesen, unter anderen Bedingungen Gegenstand eines Romans geworden wäre. Ich weiß, dass es Gegenstand großen Interesses in Kimberly ist. Ich verstehe gewiss die Anfrage des [Abgeordneten] John Fischer. Wenn es einen Weg gegeben hätte, das Schiff zu erhalten, denn ich denke, es wird Teil der lokalen Mythologie werden, bin ich sicher hätten wir es versucht.“

Anfang Oktober 2004 wurde die High Aim 6 schließlich durch einen Bagger an Land abgebrochen.